# Duinlapsnuitkever
De duinlapsnuitkever of de zwarte duinsnuittor (Otiorhynchus atroapterus)  is een keversoort uit de familie van de snuitkevers (Curculionidae). De wetenschappelijke naam van de soort is voor het eerst geldig gepubliceerd in 1775 door Charles De Geer.